# ديتر فيرنر
ديتر فيرنر (بالألمانية: Dieter Ferner)‏ هو لاعب كرة قدم ألماني في مركز حراسة المرمى، ولد في 16 يناير 1949 في فوبرتال في ألمانيا. شارك مع منتخب ألمانيا ب لكرة القدم ‏. أما مع النوادي، فقد لعب مع باير 04 ليفركوزن وروت فايس أوبرهاوزن وشيكاغو ستينغ ونادي ساربروكن.

## وصلات خارجية
- ديتر فيرنر على موقع قاعدة بيانات كرة القدم.إي يو (الإنجليزية)
- ديتر فيرنر على موقع بيانات كرة القدم. دي إي (الألمانية)
- ديتر فيرنر على موقع عالم كرة القدم.نت (الإنجليزية)